# Ващук, Богдан
Богдан Ващук (эст. Bogdan Vaštšuk; род. 4 октября 1995, Таллин) — эстонский футболист, полузащитник кувейтского клуба «Аль-Шабаб» и сборной Эстонии.

## Клубная карьера
Вырос в микрорайоне Копли в Таллине. Имеет украинские корни, однако его родители граждане России. Футболом начал заниматься с 7 лет в различных школах Таллина. На взрослом уровне дебютировал в 15-летнем возрасте в составе клуба «Инфонет», выступавшего тогда в Эсилиге. Осенью 2011 года перешёл в академию московского «Динамо», в составе которого стал вице-чемпионом России по юниорам.
В августе 2013 года подписал контракт с английским клубом «Рединг», в котором также выступал за молодёжную команду. В сезоне 2015/16 играл на правах аренды за «Фарнборо» в нон-лиге.
26 августа 2016 года перешёл в «Ригу». Дебютировал в чемпионате Латвии 25 сентября того же года в матче с «Елгавой». Впервые отличился в своём втором матче, 1 октября против «Метта/ЛУ». В 2017 году стал бронзовым призёром чемпионата Латвии и лучшим бомбардиром своего клуба с 8 голами.
В августе 2018 года был отдан в аренду в болгарский «Левски». За сезон сыграл 10 матчей, из них только в одном появился в стартовом составе.
Летом 2019 года вернулся в Эстонию и подписал контракт с «Левадией». Серебряный призёр чемпионата Эстонии 2019 года, бронзовый призёр 2020 года.
Летом 2022 года переехал в Польшу и подписал двухлетний контракт с «Сталь» Мелец.
А январе 2023 года футболист перешёл в ирландский клуб «Слайго Роверс», с которым подписал контракт до конца 2024 года.

## Карьера в сборной
С 2010 года выступал за юношеские и молодёжную сборные Эстонии.
23 марта 2021 года был впервые вызван в сборною Эстонии главным тренером Томасом Хэберли для участия в матчах отборочного турнира чемпионата мира 2022 года против сборных Чехии, Беларуси и Швеции. 24 марта 2021 года дебютировал в национальной сборной в домашнем матче первого тура отборочного турнира чемпионата мира 2022 против сборной Чехии (2:1), выйдя в стартовом составе, провёл на поле первые 82 минуты, после чего был заменён на Андре Фролова.